# Sceloporus siniferus
Sceloporus siniferus là một loài thằn lằn trong họ Phrynosomatidae. Loài này được Cope mô tả khoa học đầu tiên năm 1870.